# Yann Debayle
Yann Debayle (* 27. Juli 1981 in Décines-Charpieu) ist ein früherer französischer Biathlet.
Yann Debayle lebt in Méaudre. Der Skilehrer arbeitet beim französischen Militär. Er wird von Pascal Etienne trainiert und startete für Villard de Lans. Er begann 1996 mit dem Biathlonsport und gehörte seit 1998 zum Nationalkader Frankreichs. Seine ersten wichtigen Rennen bestritt er 2000 im Rahmen der Junioren-Weltmeisterschaft in Hochfilzen. Dort wurde Debayle sowohl in Sprint auch als in der Verfolgung 16. sowie Zehnter mit der französischen Staffel. Ein Jahr später lief er in Chanty-Mansijsk auf die Plätze 22 im Sprint, 15 in der Verfolgung und verpasste mit der Staffel als Viertplatzierter knapp eine Medaille. Noch besser lief es bei der Junioren-Europameisterschaft des Jahres in Haute-Maurienne. Hier erreichte der Franzose die Ränge 20 im Einzel, acht im Sprint, Sieben in der Verfolgung und gewann mit Sylvain Mouton, Julien Ughetto und Sebastien Zeno hinter der Staffel Russlands die Silbermedaille.
Seit 2003 trat Debayle im Herrenbereich an. Schon seine ersten Rennen im Rahmen des Biathlon-Europacups in Forni Avoltri brachten ihm einstellige Ergebnisse ein. Höhepunkt der ersten Saison bei den Männern wurden die Biathlon-Europameisterschaften 2003 in Forni Avoltri. Der Franzose lief bei den kontinentalen Titelkämpfen in Italien auf den fünften Platz im Einzel, den 34. Platz im Sprint, den 32. Rang in der Verfolgung und wurde mit der Staffel Neunter. In der Saison 2003/04 gab Debayle sein Debüt im Biathlon-Weltcup. Sein erstes Rennen bestritt er bei einem Sprint in Hochfilzen, den er als 83. beendete. Nach vier Rennen ohne Punktegewinn wurde der Franzose wieder in den Europacup zurückgestuft. Dort konnte er schnell an seine Erfolge anknüpfen und wurde hinter Sergei Baschkirow Zweiter eines Sprintrennens in Méribel und belegte damit erstmals eine Podiumsplatzierung. Wenig später durfte er beim Saisonfinale des Weltcups am Holmenkollen in Oslo erneut im Weltcup antreten und erreichte mit den Plätzen 41 im Sprint und 37 in der Verfolgung seine besten Platzierungen überhaupt in der Rennserie. Besser blieben die Ergebnisse im Europacup. 2005 gewann er ein Verfolgungsrennen in Gurnigel, 2006 war er erneut hinter Carsten Pump Zweiter, dieses Mal eines Einzels, in Ridnaun. Letztes Großereignis wurden die Biathlon-Europameisterschaften 2006 in Langdorf. Dort kam Debayle auf den 20. Platz im Einzel und wurde mit der Staffel Frankreichs Fünfter. Im Sprint wurde er nur 82. 2007 beendete er seine aktive Karriere.

## Biathlon-Weltcup-Platzierungen
| Platzierung | Einzel | Sprint | Verfolgung | Massenstart | Team | Staffel | Gesamt |
| ----------- | ------ | ------ | ---------- | ----------- | ---- | ------- | ------ |
| 1. Platz    |        |        |            |             |      |         |        |
| 2. Platz    |        |        |            |             |      |         |        |
| 3. Platz    |        |        |            |             |      |         |        |
| Top 10      |        |        |            |             |      |         |        |
| Punkte      |        |        |            |             |      |         |        |
| Starts      | 2      | 8      | 3          |             |      |         | 13     |